# 城镇摧毁者
城镇摧毁者（英語：Town Destroyer），又被译为“村庄夺取者”“城镇焚烧者”或“村庄毁灭者”，是易洛魁印第安人给乔治·华盛顿的一个綽號。在这个名字的源语言中，有“Caunotaucarius”“Conotocarious”“Hanodaganears”“Hanadahguyus”等多种称呼。对于这个昵称的来源，历史学家们有不同的说法。

## 历史
据一些历史学家所言，华盛顿是在1753年被塞讷卡人领袖塔纳恰里森（人称“半个国王”）取了这个名字。塔纳恰里森在“法国－印第安人战争”的开端时是华盛顿的向导与盟友。他把这个名字赠与了华盛顿是因为这本是给华盛顿的曾祖父约翰·华盛顿的一个易洛魁昵称。约翰·华盛顿于1657年从英格兰移民来到弗吉尼亚，他被给予这个昵称是因为他曾从美洲印第安人那里诈骗到了一些土地，或者，在另一个版本的故事里，在“培根造反”期间，约翰·华盛顿在命令了处死一些美洲印第安人之后，便得到了这昵称。塔纳恰里森把这个名字赠与华盛顿，也许一部分原因是出于塞讷卡人对华盛顿的礼节，是想要赞美这位年轻的弗吉尼亚人的军事热忱。
华盛顿确实曾提到过自己是一个“Conotocarious”。这是在一封写给安德鲁·蒙图尔的信中，日期是1755年10月10日。在信中，他恳请奥奈达人再次在波托马克安顿下来：
“我衷心地向我们的好朋友摩纳卡图萨和其他人们劝告：告诉他们，一个‘Conotocarious’有机会借助坎伯兰堡垒之手来取得他们，是多么地高兴，并且将他们视为身处海外的我们伟大的国王的兄弟们，是多么地欣喜。”
在其他的记述中，华盛顿是在美国独立战争期间，在1779年的“沙利文远征”之后的某个时候才被给予这个昵称的。这一次的“沙利文远征”至少摧毁了40座易洛魁村落。数年后，在1790年，塞讷卡酋长“玉米种植者”告诉华盛顿总统：“当你的军队进入六个民族的区域时，我们将你称为了‘城镇摧毁者’。”一些易洛魁人仍然还在使用这个头衔来描述任何的美国总统。关于这个故事，历史学家芭芭拉·格雷芒特也提到，作为总统，华盛顿与美国的易洛魁人关系良好，好得令塞讷卡人宗教领袖“英俊湖泊”（“玉米种植者”的同父异母兄弟）宣称，华盛顿是唯一的被允许进入印第安人的天堂的白人。
关于这个昵称的起源的这两个版本并非必然对立。如果华盛顿首先是在“法国－印第安人战争”期间被给予了这个昵称，那么在独立战争期间，当易洛魁联盟的六个民族中的四个民族都在抗击华盛顿的军队时，这个昵称也许对于易洛魁人来说，就得到了新的含义。